# شما فرشته‌اید
شما فرشته‌اید فیلمی به کارگردانی  و نویسندگی محمدعلی میاندار ساختهٔ سال ۱۳۶۸ است.

## خلاصه داستان
محور اصلی داستان، عشق و امید به زندگی، شهر و زادگاه مهاجرین است پس از پایان جنگ ایران و عراق، آنها شوق بازگشت دارند و سازندگی، فیلم ماجراهای نخستین گروه مهاجر در بازگشت به زادگاهش است.

## بازیگران
- حسن اکلیلی
- داریوش بابائیان
- محمدرضا کسرایی
- فاضل اجبوری
- پری کربلایی
- مهرناز فاطمی
- منصور فرینا
- زینت یزدخواستی
- فاطمه فریدونی
- محمد نیک قامت
- ناصر طالبی
- کرامت درخشنده
- حسین غیابی
- نفیسه زهره نسب
- مجید عرب زاده
- مریم مورانی
- کیان باباییان
- کیانا باباییان
- حمید مورانی